# Рат-тауи
Рат-тауи (егип. Rˁt-t3wj «Солнце двух земель»: «Рат» — форма женского рода Ра, «Тауи» — букв. «обе земли») — в египетской мифологии — богиня солнца, жена Монту, родившая Харпре (Солнечный Гор), кому поклонялись в Гермонтисе. Изображалась в обличие женщины с хохолком стервятника, коровьими рогами и солнечным диском. Соответствовала локальной гермопольской богине, супруге Монту — Зененент.
Возможно, считалась женой Ра, родившей ребёнка-солнце Гора-па-Ра. Связана с культом Ра, отождествлялась с Иунит, Тененет. Ипостасью Рат-тауи нередко являлась Сешат.